# المهازل آيت الطاهر (السكارة)
المهازل آيت الطاهر هو دُوَّار يقع بجماعة الجعيدات، إقليم الرحامنة، جهة مراكش آسفي في المملكة المغربية. ينتمي الدوّار لمشيخة السكارة التي تضم 26 دوار. يقدر عدد سكانه بـ 283 نسمة حسب الإحصاء الرسمي للسكان والسكنى لسنة 2004.

## روابط خارجية
- البوابة الوطنية للجماعات الترابية
- المندوبية السامية للتخطيط